# كاحد (المخادر)

تعديل مصدري - تعديل

كاحد محلة تابعة لقرية دار الشرف، التابعة لعزلة بني سرحة بمديرية المخادر إحدى مديريات محافظة إب في الجمهورية اليمنية، بلغ تعداد سكانها 66 حسب تعداد اليمن لعام 2004.